# Air Uganda

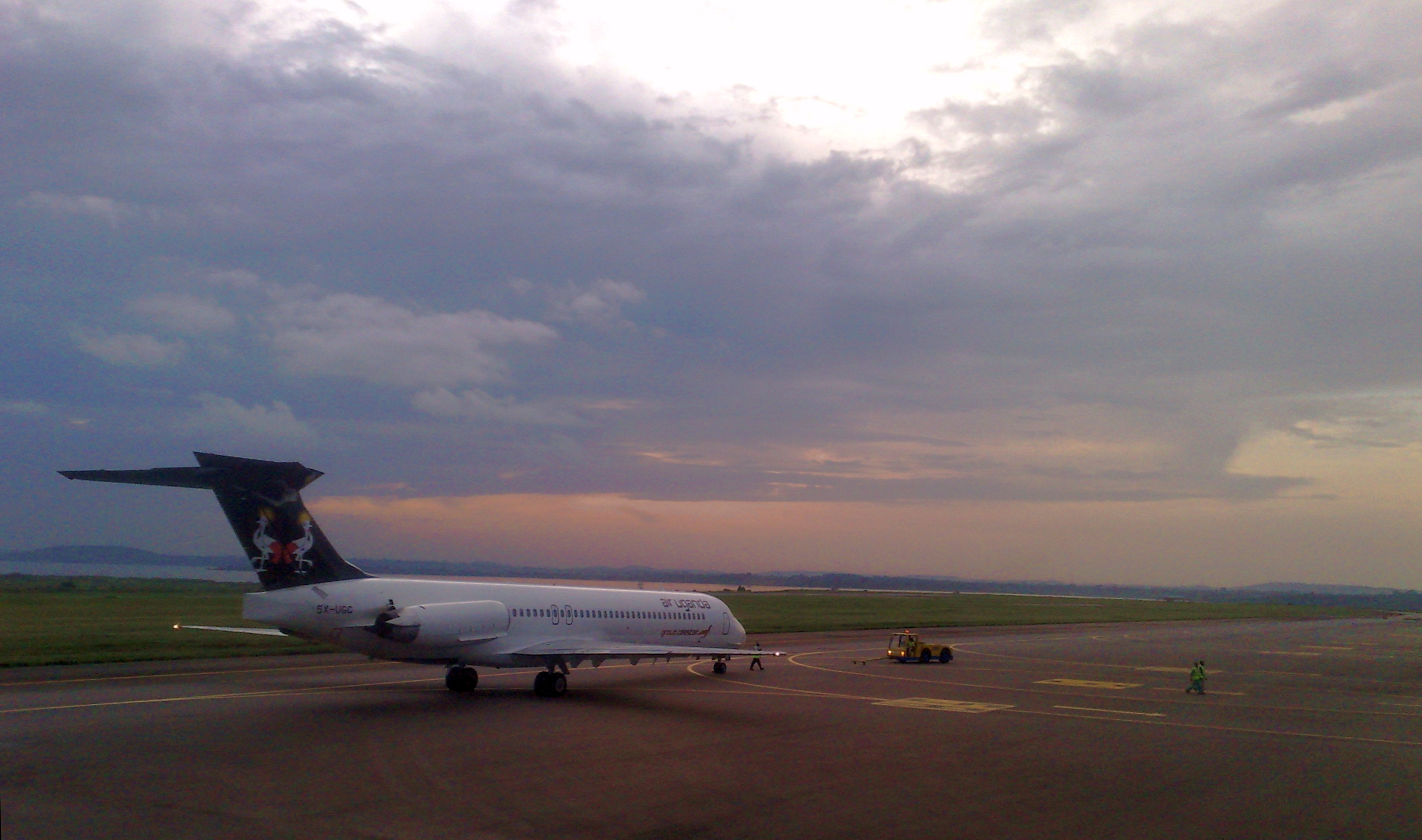
Un MD-87 di Air Uganda all'aeroporto internazionale di Entebbe

Meridiana Africa Airlines (Uganda) Limited, operante con il nome commerciale Air Uganda, era una compagnia aerea ugandese a capitale privato attiva nel periodo dal 2007, anno della sua fondazione, al 2014, costretta a sospendere il servizio di linea per la revoca del Certificato di operatore aereo (COA) da parte dell'Uganda Civil Aviation Authority (CAA).
Fino a quel momento Air Uganda operò sulla maggior parte delle rotte nazionali, acquisite dopo la scomparsa della compagnia aerea di bandiera Uganda Airlines avvenuta nel maggio 2001. L'azienda, che ha sede a Kampala, e Hub presso l'Aeroporto Internazionale di Entebbe, utilizzò una flotta di tre velivoli per operare voli di linea per collegare Entebbe a numerosi aeroporti dell'Africa orientale e centrale.

## Storia
Costituita nel 2007, ha iniziato le operazioni di volo commerciale precisamente il 15 novembre 2007.

## Proprietà
L'azienda è al 100% di proprietà del Fondo Aga Khan per lo sviluppo economico (AKFED), che ha interessi anche nelle compagnie aeree nazionali del Mali e del Burkina Faso attraverso la propria società Celestair, oltre che in Europa, attraverso l'italiana Meridiana.

## Flotta
Il Gruppo Celestair ha una flotta complessiva di 8 MD-87 configurati a 99 posti, 20 business e 79 economy, di cui 3 apparecchi utilizzati da Air Uganda.

## Alleanze
Air Uganda fa parte del Gruppo Celestair insieme ad Air Burkina ed alla Compagnie Aérienne du Mali.
Durante la seconda metà del 2008, Air Uganda ha firmato accordi di code sharing con Air Tanzania sulle tratte Entebbe/Kilimanjaro, Entebbe/Dar-es-Salaam e Entebbe/Zanzibar, rotte che entrambe le compagnie aeree servono.
Accordi di code sharing sono stati firmati da Air Uganda e Brussels Airlines sulle tratte Entebbe/Juba servita da Air Uganda e Entebbe/Bruxelles servita da Brussels Airlines.
Questi accordi sono stati seguiti da accordi simili tra Air Uganda e Qatar Airways.
Nei primi mesi del 2009, Air Uganda ha preso accordi con Marsland Aviation per coprire la rotta tra Juba e Khartoum.